# Овтамеч
Овтамеч (арм. Հովտամեջ) — село в Армавирской области Армении.

## География
Село расположено в восточной части марза, на правом берегу реки Касах, к северу от автодороги , на расстоянии 19 километров к северо-востоку от города Армавир, административного центра области. Абсолютная высота — 880 метров над уровнем моря.
Климат
Климат характеризуется как семиаридный (BSk в классификации климатов Кёппена). Среднегодовая температура воздуха составляет 12 °C. Средняя температура самого холодного месяца (января) составляет −3 °С, самого жаркого месяца (июля) — 25,4 °С. Расчётная многолетняя норма атмосферных осадков — 302 мм. Наибольшее количество осадков выпадает в мае (52 мм).

## Население
| Год переписи | Население          | Население          | Население          | Население            | Население            | Население            |
| Год переписи | Наличное население | Наличное население | Наличное население | Постоянное население | Постоянное население | Постоянное население |
| Год переписи | Всего              | Мужчины            | Женщины            | Всего                | Мужчины              | Женщины              |
| ------------ | ------------------ | ------------------ | ------------------ | -------------------- | -------------------- | -------------------- |
| 2001         | 1025               | 490                | 535                | 1068                 | 513                  | 555                  |
| 2011         | 1044               | 493                | 551                | 1044                 | 497                  | 547                  |